# Bad-Tibira
Pour les articles homonymes, voir Tubal.
Bad-Tibira ou Tubal est une ancienne cité sumérienne, non encore localisée avec certitude. Il pourrait s'agir de Tell al-Madain en Irak, non loin du Tigre. Les Grecs la connaissaient sous le nom de Panti-Biblos.